# LBE P 2
Die normalspurigen Dampflokomotiven der Baureihe LBE P 2 wurden von der Lübeck-Büchener Eisenbahn (LBE) von 1890 bis 1893 von der Berliner Maschinenbau AG für den Personenzugdienst beschafft. Die neun Lokomotiven erhielten die Betriebsnummern 36–42 und 45–46 sowie die Namen HANNOVER, KÖNIGSBERG, BREMEN, ROSTOCK, STRALSUND, SCHWERIN, MAGDEBURG, ALTONA und WIBORG.

## Geschichte
Die Lokomotiven waren der preußischen P 2 ähnlich. Auf Grund der Flachlandstrecken und den geringeren Distanzen hatten sie eine geringere Heizfläche als diese, um einen sparsameren Verbrauch zu erzielen.
Die Lokomotiven waren bereits nach kurzer Einsatzzeit mit höheren Zuglasten überfordert, was die Beschaffung der LBE P 3 zur Folge hatte. Die Ausmusterung der P 2 setzte bereits um 1900 ein.
Bei der Einführung eines neuen Bezeichnungsschemas 1917 waren noch nur noch die 37 mit dem Namen KÖNIGSBERG sowie die 46 mit dem Namen WIBORG vorhanden, die die neuen Betriebsnummern 21"–22" erhielten. Um 1920 wurden sie ausgemustert.